# Animula vagula blandula

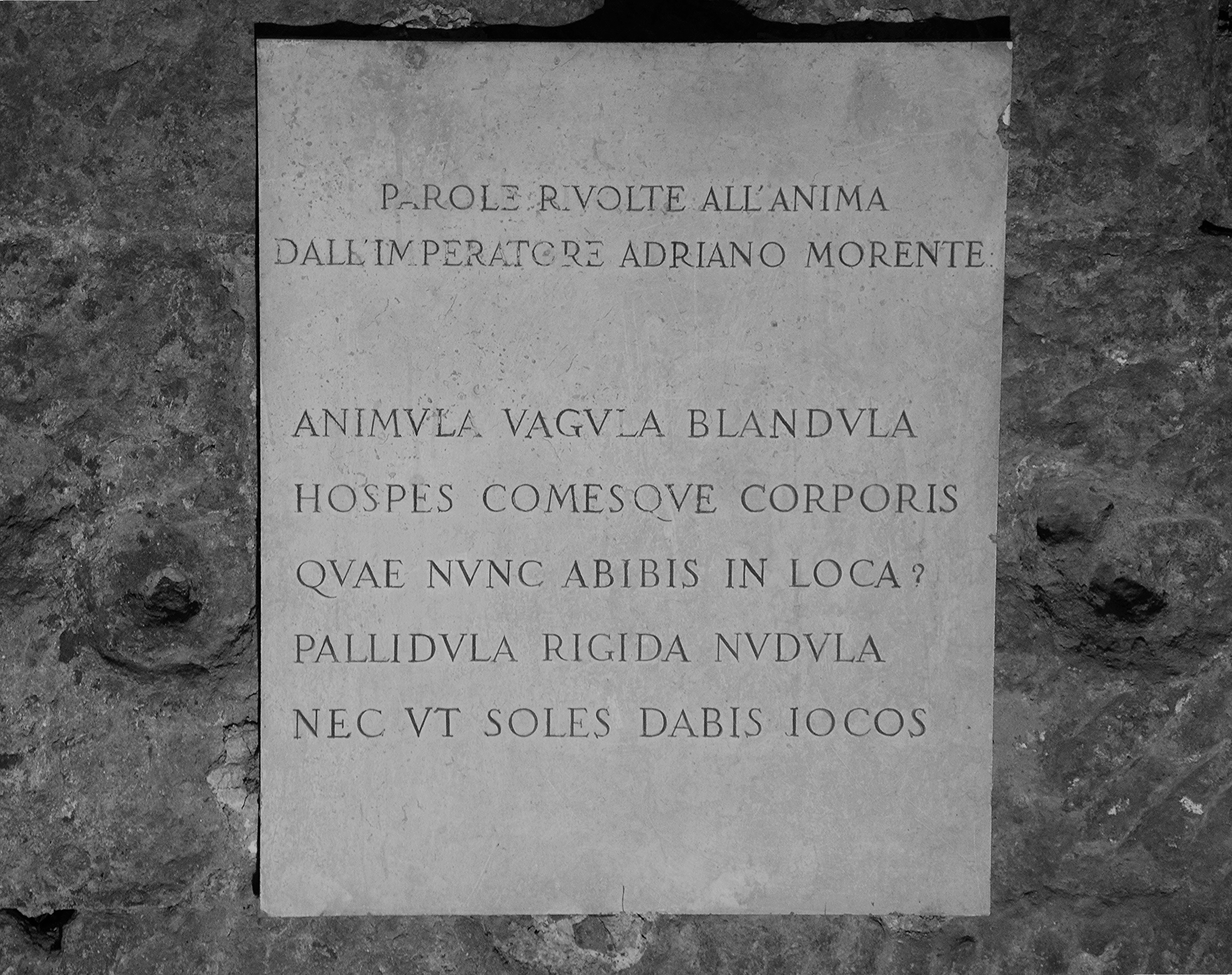

Animula vagula blandula és el primer vers d'un curt poema sense títol, de cinc versos, considerat el darrer escrit per l'emperador Hadrià, probablement en moments propers a la seva mort el juliol de l'any 138, quan ja estava greument malalt. Ens ha arribat gràcies al recull de textos que des de principis del segle XVII anomenem Història Augusta (Vida d'Hadrià, XXV).
El poema complet diu:
| « | Animula vagula blandula hospes comesque corporis quae nunc abibis in loca pallidula rigida nudula nec ut soles dabis iocos | » |

| « | Dolça ànima viatjant Hoste i acompanyant del cos A quin lloc aniràs ara? Petita cosa pàl·lida, rígida i nua, no faràs bromes com sempre? | » |